# Talamanca de Jarama
Talamanca de Jarama er en by og kommune i det centrale Spanien i Madrid-regionen. Den har et indbyggertal på 4.533 (2024) indbyggere.